# Indrival nerina
Indrival nerina är en insektsart som beskrevs av Ronald Gordon Fennah 1978. Indrival nerina ingår i släktet Indrival och familjen Dictyopharidae. Inga underarter finns listade i Catalogue of Life.